# Frank Tayali
Frank Museba Tayali ist ein sambischer Politiker der Vereinigten Partei für die nationale Entwicklung UPND (United Party for National Development), der seit 2021 Mitglied der Nationalversammlung (National Assembly of Zambia) sowie seit 2021 Minister für Verkehr und Logistik im Kabinett von Staatspräsident Hakainde Hichilema ist.

## Leben
Bei den Wahlen am 12. August 2021 wurde Frank Tayali für die Vereinigte Partei für die nationale Entwicklung UPND (United Party for National Development) im Wahlkreis Ndola Central erstmals zum Mitglied der Nationalversammlung (National Assembly of Zambia) gewählt. Im September 2021 wurde er als Minister für Verkehr und Logistik (Minister of Transport and Logistics) in das Kabinett von Staatspräsident Hakainde Hichilema berufen. Das Ministerium für Verkehr und Logistik wurde im September 2021 nach der Neuausrichtung des Mandats und der Funktionen des Ministeriums für Verkehr und Kommunikation gegründet. Das Ministerium hat den Auftrag, die Entwicklung, Politik und Regulierung des Transport- und Logistiksektors zu koordinieren und ist insbesondere für Flughäfen, Flugplätze und Landebahnen, Flugausbildung, Kanäle und Wasserstraßen, Zivilluftfahrt- und Luftverkehrspolitik, Kontrolle des öffentlichen Verkehrs, Flugdienste, Regierungsflottenmanagement, Regierungsdruck und Amtsblattveröffentlichung, Pontons und mechanische Dienstleistungen, Eisenbahnpolitik, Straßenverkehrs- und Straßentransportpolitik verantwortlich.
Im August 2023 wurde er wegen seiner angeblichen Beteiligung an der Zerstörung eines neu gebauten Hauses auf einem umstrittenen Grundstück im Dola Hill-Gebiet von Ndola vor Gericht beschuldigt. Der Beschwerdeführer George Kampamba hatte Minister Tayali beschuldigt, den Abriss eines Hauses am Abend des 28. Juli 2023 inszeniert zu haben. Kampamba behauptete, dass Personen, die im Namen von Tayali handelten, für die Zerstörung seines Eigentums verantwortlich seien.